# Paragiopagurus pilimanus
Paragiopagurus pilimanus is een tienpotigensoort uit de familie van de Parapaguridae. De wetenschappelijke naam van de soort werd in 1880 voor het eerst geldig gepubliceerd door Alphonse Milne-Edwards.